# Aphaereta sylvia
Aphaereta sylvia är en stekelart som beskrevs av Sergey A. Belokobylskij 1998. Aphaereta sylvia ingår i släktet Aphaereta och familjen bracksteklar. Inga underarter finns listade i Catalogue of Life.